# William H. Hays

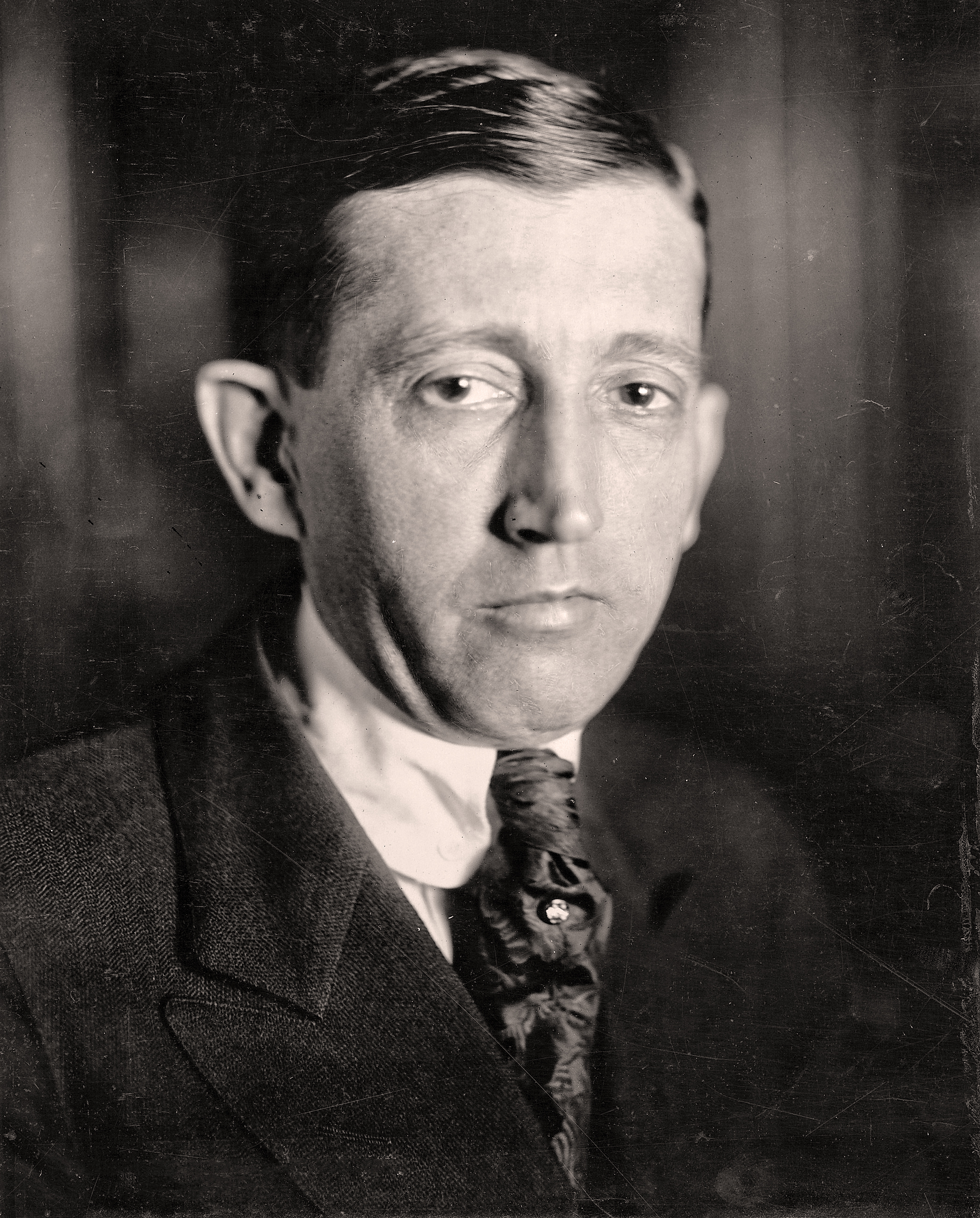
Will H. Hays

William Harrison Hays, ou abreviado Will H. Hays (Sullivan, 5 de novembro de 1879 - Sullivan, 7 de março de 1954), foi um advogado, político e 46º diretor-geral dos Correios dos Estados Unidos, chamado de "czar da indústria cinematográfica" de Hollywood por haver criado o código que durante décadas estabeleceu a censura dos filmes.

## Biografia
Presidiu o Partido Republicano antes de completar 40 anos de idade e promoveu nele uma reforma que permitiu, em 1920, a vitória de Warren G. Harding à presidência que, em retribuição, o fez diretor-geral dos serviços postais; Hays foi casado com Jessie Herron Hays, e teve um filho com seu nome, de um casamento anterior.
Dirigiu a Motion Picture Association of America (MPAA) num momento em que a indústria cinematográfica enfrentava uma série de escândalos, exigindo uma reação de controle por parte do público; para confrontar aquele estado de coisas, Hays, presbiteriano convicto, uniu diversas instituições religiosas para instituir um conjunto de regras que disciplinaram por meio da censura sem interferência governamental (o que era proibido) - portanto em "auto-regulamentação" - todos os filmes produzidos no país.
Hays tinha escritórios advocatícios em Nova York, Los Angeles e Indianápolis; morreu em consequência de doenças cardíacas, aos 74 anos.